# If I Were a Carpenter (álbum)
If I Were A Carpenter es un álbum tributo a la banda The Carpenters lanzado el 13 de septiembre de 1994. Los temas son interpretados por bandas de rock alternativo. La cubierta del álbum muestra unas caricaturas de Richard y Karen escuchando un disco de vinilo y con fondo naranjo. Una de las versiones más aclamadas es la de Superstar interpretada por Sonic Youth. Esta canción, así como el álbum entero, es parte de la banda sonora de la película de 2007 Juno.

## Lista de canciones
| N.º   | Título                                                         | Duración |  |
| 1.    | «Goodbye to Love» (American Music Club)                        | 3:12     |  |
| 2.    | «Top of the World» (Shonen Knife)                              | 3:55     |  |
| 3.    | «Superstar» (Sonic Youth)                                      | 4:06     |  |
| 4.    | «(They Long to Be) Close to You» (The Cranberries)             | 2:40     |  |
| 5.    | «For All We Know» (Bettie Serveert)                            | 3:27     |  |
| 6.    | «It's Going to Take Some Time» (Dishwalla)                     | 4:16     |  |
| 7.    | «Solitaire» (Sheryl Crow)                                      | 4:43     |  |
| 8.    | «Hurting Each Other» (Johnette Napolitano con Marc Moreland)   | 4:09     |  |
| 9.    | «Yesterday Once More» (Redd Kross)                             | 3:58     |  |
| 10.   | «Calling Occupants of Interplanetary Craft» (Babes in Toyland) | 4:06     |  |
| 11.   | «Rainy Days and Mondays» (Cracker)                             | 3:44     |  |
| 12.   | «Let Me Be the One» (Matthew Sweet)                            | 3:26     |  |
| 13.   | «Bless the Beasts and Children» (4 Non Blondes)                | 4:17     |  |
| 14.   | «We've Only Just Begun» (Grant Lee Buffalo)                    | 3:51     |  |
| 53:50 |                                                                |          |  |